# Lee Ranaldo
Lee M. Ranaldo (Glen Cove, Long Island, Nueva York; 3 de febrero de 1956) es un músico estadounidense conocido por ser guitarrista, en ocasiones vocalista y cofundador de la banda Sonic Youth y la banda Text of Light.

## Trayectoria

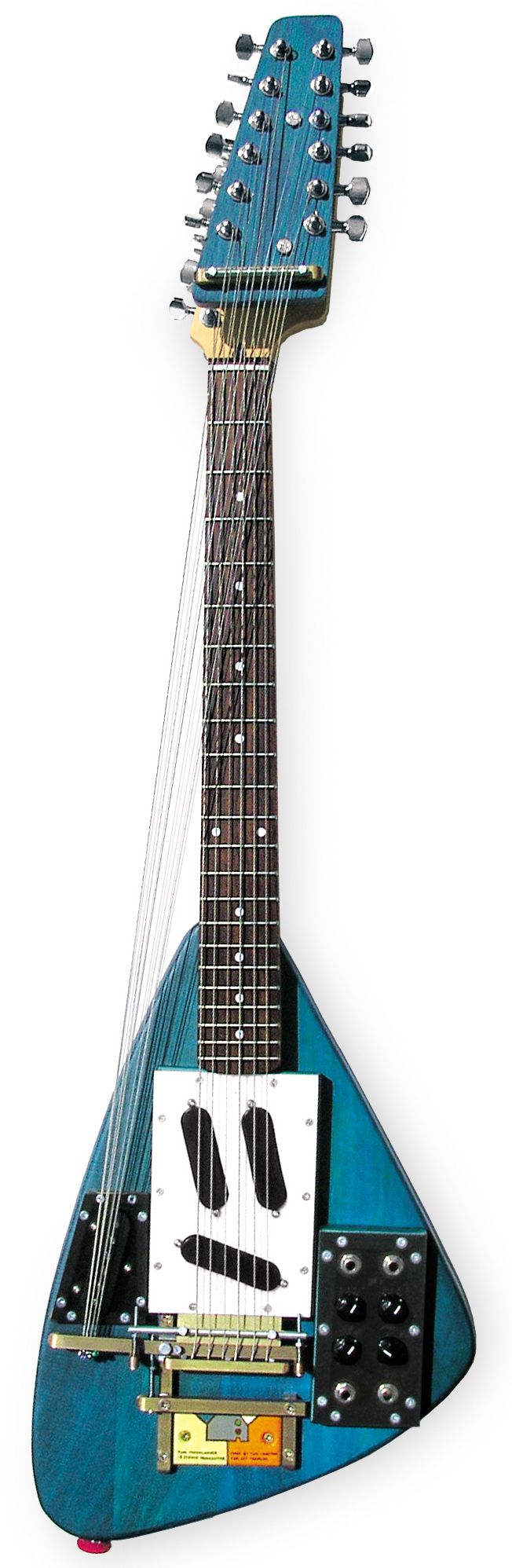
La Moonlander, una guitarra eléctrica con 12 cuerdas adicionales, Yuri Landman, 2007.

Se graduó en la universidad de Binghamton. Tiene un hijo, Cody Linn Ranaldo, y está casado con la artista experimental Leah Singer, con la que organiza actuaciones en directo de música improvisada.
En las grabaciones en solitario de Ranaldo encontramos Dirty Windows, una colección de textos recitados con música; Amarillo Ramp, piezas para guitarra; y colaboraciones con la artista Christina Rosenvinge. Ha escrito los libros Bookstore, Road Movies y Jrnls80s.
En el año 2004 Ranaldo fue elegido número 33 entre la lista de Los 100 mejores guitarristas de todos los tiempos realizada por la revista Rolling Stone.

## Discografía en solitario
- Names Of North End Women (en colaboración con Raül Refree) (2020)
- Electric Trim (2017)
- Last Night on Earth (2013)
- Between The Times And The Tides (2012)
- Clouds (1997)
- East Jesus (1995)
- Scriptures Of The Golden Eternity (1995)
- Broken Circle / Spiral Hill EP (1994)
- A Perfect Day EP (1992)
- From Here To Infinity (1987)